# أنتوني إينغليز
أنتوني إينغليز (بالإنجليزية: Anthony Inglis)‏ هو موزع بريطاني، ولد في 27 يونيو 1952.

## وصلات خارجية
- الموقع الرسمي
- أنتوني إينغليز على موقع ميوزك برينز (الإنجليزية)
- أنتوني إينغليز على موقع ديسكوغز (الإنجليزية)